# ادوارد داشویچس
ادوارد داشویچس (انگلیسی: Eduards Dašķevičs؛ زادهٔ ۱۲ ژوئیه ۲۰۰۲) بازیکن فوتبال اهل لتونی است که برای باشگاه فوتبال ریگا در پست هافبک بازی می‌کند.